# Pinguinus
Genre
Pinguinus est un genre éteint d'oiseaux de la famille des Alcidae. La seule espèce moderne en était le Grand Pingouin (Pinguinus impennis) ; les autres sont fossiles.

## Liste d'espèces
D'après la classification de référence (version 14.1, 2024) de l'Union internationale des ornithologues, il n'y a qu'une seule espèce du genre Pinguinus (ordre philogénique) :
- † Pinguinus impennis – Grand Pingouin (espèce disparue)

espèce fossile
- † Pinguinus alfrednewtoni Olson, 1977